# Nossa Senhora de Knock
Nossa Senhora de Knock, conhecida também como Nossa Senhora do Silêncio, é um dos títulos utilizado para designar a Virgem Maria após sua aparição em Knock, na Irlanda, no ano de 1879. A aparição teria sido acompanhada por outras figuras, como São José, São João, o Apóstolo, seres angelicais e o próprio e Jesus (na forma de cordeiro). Esta aparição foi reconhecida como autêntica pela Igreja Católica em 1936.

## Aparição
A noite de quinta-feira, 21 de agosto de 1879, foi uma noite muito chuvosa. Por volta das 8 horas, a chuva batia forte quando Mary Byrne, uma menina da aldeia, que acompanhava a governanta do padre, Mary McLoughlin, em casa, parou de repente ao avistar a empena da igrejinha. Lá ela viu de pé um pouco fora da empena, três figuras em tamanho natural. Ela correu para casa para contar aos pais e logo outras pessoas da aldeia se reuniram. As testemunhas afirmaram ter visto uma aparição de Nossa Senhora, São José e São João Evangelista na extremidade sul da pequena igreja paroquial local, a Igreja de São João Batista. Atrás deles e um pouco à esquerda de São João havia um altar simples. No altar havia uma cruz e um cordeiro (imagem tradicional de Jesus), com anjos em adoração. Um fazendeiro, a cerca de meia milha de distância da cena, mais tarde descreveu o que viu como um grande globo de luz dourada acima e ao redor, a empena, de aparência circular. Por quase duas horas, um grupo que oscilou entre dois e talvez até vinte e cinco ficou de pé ou ajoelhado olhando para as figuras enquanto a chuva os açoitava na escuridão crescente.

## Descrição

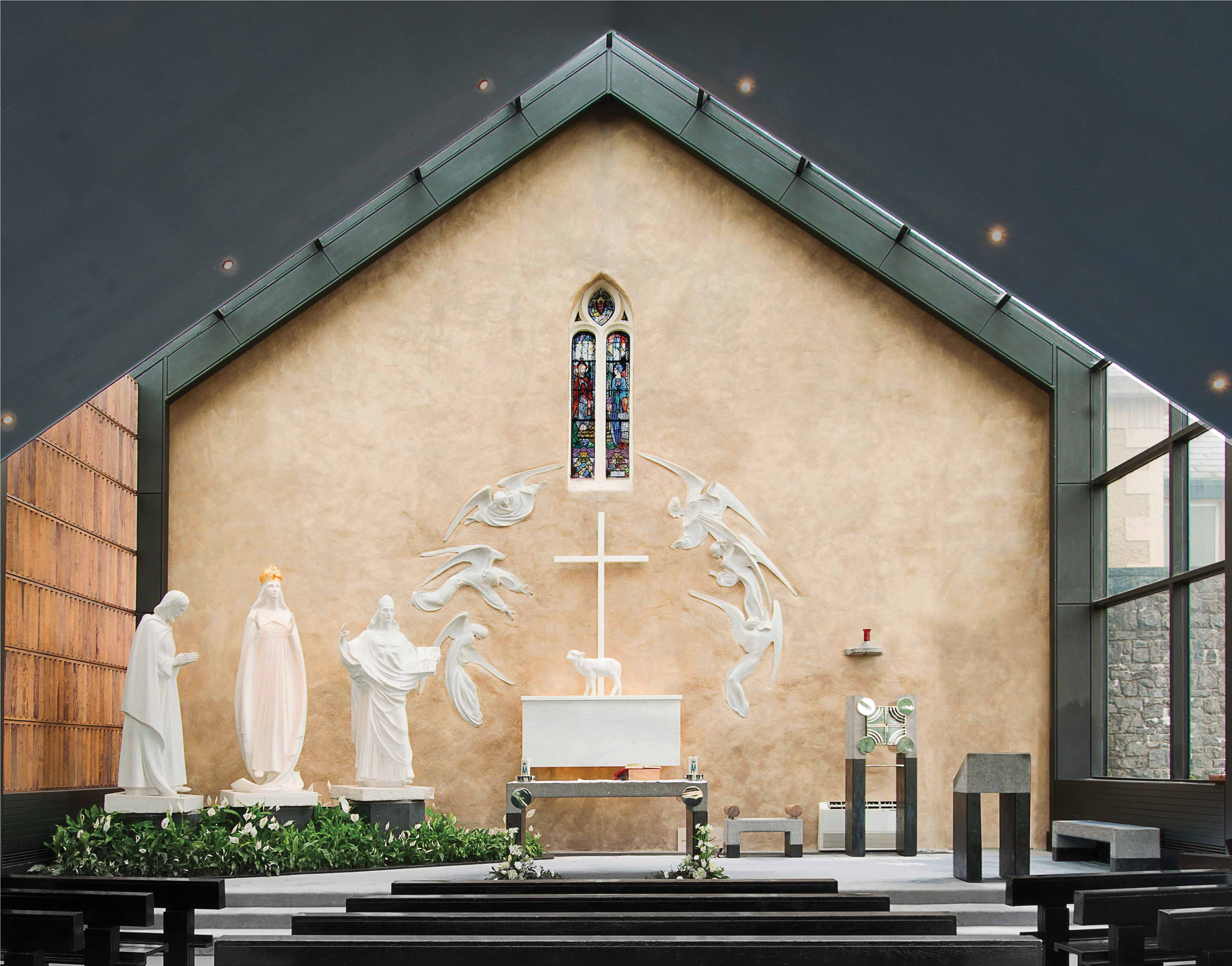
Escultura do altar em Knock, baseada nos relatos da aparição

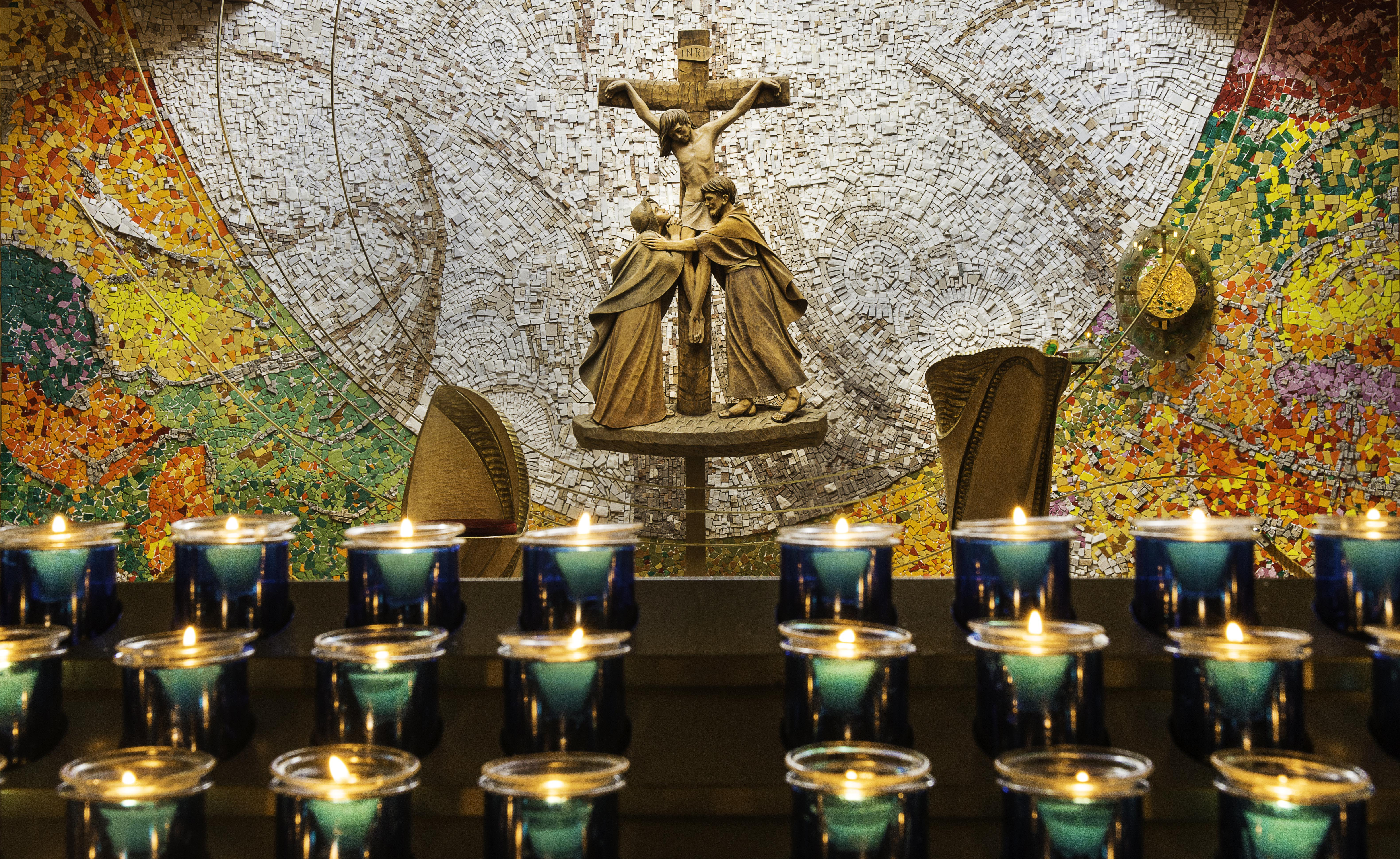
Velas e mosaico da Capela da Reconciliação

A visão de Maria foi descrita como bela, de pé alguns metros acima do solo. Ela usava uma capa branca, pendurada em dobras completas e presa no pescoço. Ela foi descrita como "em oração profunda", com os olhos levantados para o céu, as mãos levantadas até os ombros ou um pouco mais alto, as palmas ligeiramente inclinadas para os ombros.
São José, também vestindo túnicas brancas, estava à direita da Virgem. Sua cabeça estava inclinada para a frente desde os ombros em direção à Santíssima Virgem. São João Evangelista estava à esquerda da Santíssima Virgem. Ele estava vestido com uma longa túnica e usava uma mitra. Ele foi parcialmente afastado das outras figuras. Algumas testemunhas relataram que São João parecia estar pregando e que segurava um grande livro aberto em sua mão esquerda. À esquerda de São João havia um altar com um cordeiro sobre ele com uma cruz no altar atrás do cordeiro.
Aqueles que testemunharam a aparição ficaram sob a chuva por até duas horas recitando o Rosário. Quando a aparição começou, havia boa luz, mas embora tenha ficado muito escuro, as testemunhas ainda podiam ver as figuras muito claramente - pareciam ter a cor de uma luz esbranquiçada brilhante. As aparições não piscaram ou se moveram de forma alguma. As testemunhas relataram que o solo ao redor das figuras permaneceu completamente seco durante a aparição, embora o vento soprasse do sul. Logo toda a parede da aparição foi rasgada por peregrinos que arrancaram o cimento, argamassa e pedras para lembranças e para usar em curas.

## Investigações e reconhecimento

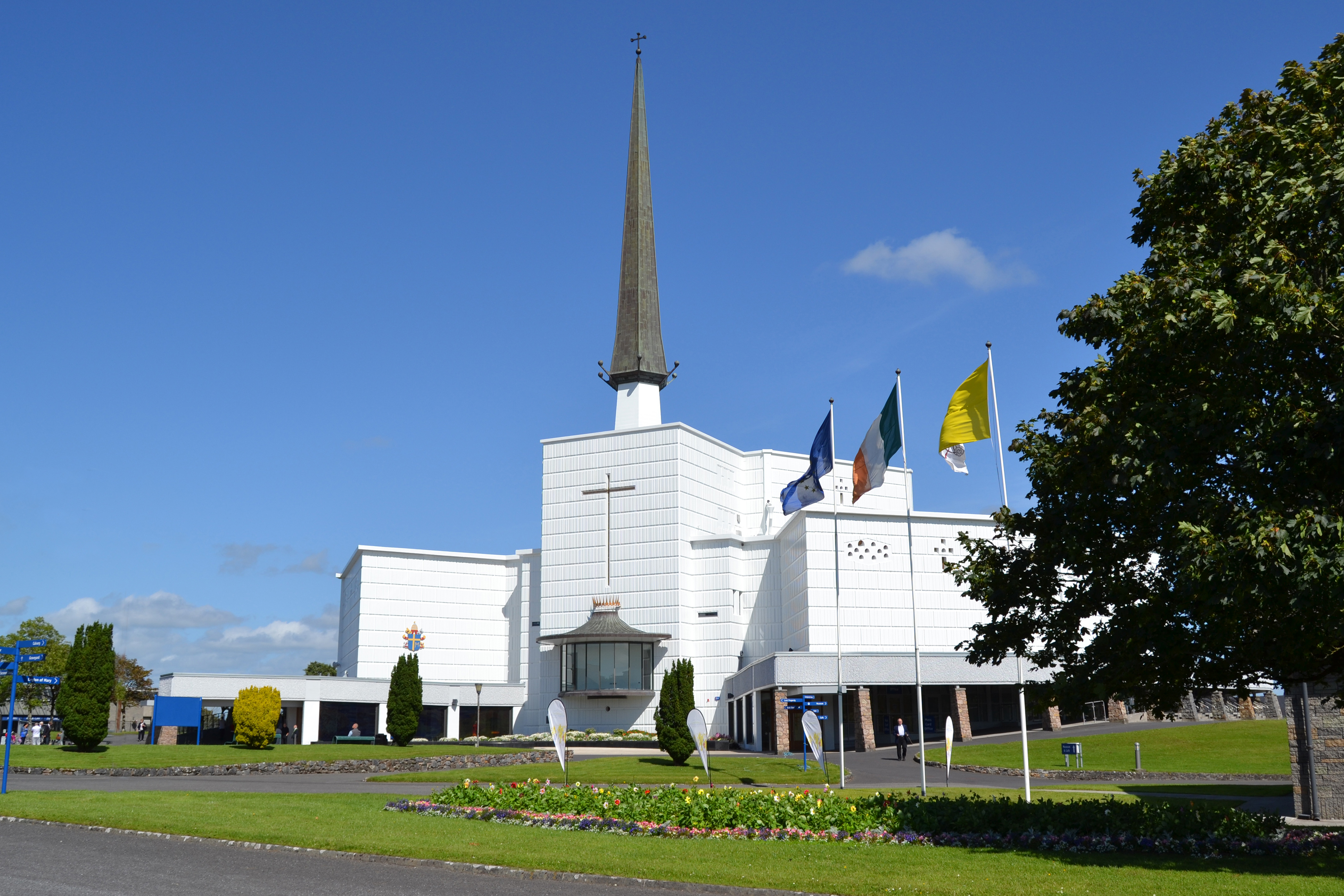
Vista externa da Knock Basilica

Uma comissão eclesiástica de inquérito foi estabelecida pelo arcebispo de Tuam, Rev. Dr. John MacHale, em 8 de outubro de 1879. A Comissão consistia no estudioso e historiador irlandês, Cônego Ulick Bourke, Cônego James Waldron, bem como o pároco de Ballyhaunis e o arquidiácono Bartolomeu Aloysius Cavanagh. Depoimentos de testemunhas foram recolhidos nos meses seguintes. As deliberações da comissão, referiam-se apenas ao ocorrido em 21 de agosto de 1879, que omitiu "fenômenos subsequentes", e por isso não existe registro oficial dos fatos ocorridos após essa data.
A prova, que cabia à comissão registrar, satisfez a todos os membros e foi considerada confiável. Entre as considerações estavam se a aparição emanava de causas naturais e se havia alguma fraude positiva. No primeiro particular citado, relatou-se que nenhuma solução por causas naturais poderia ser oferecida; e na segunda consideração, que tal sugestão nunca, mesmo remotamente, foi acolhida. O veredicto final da comissão foi que o depoimento de todas as testemunhas tomadas como um todo foi confiável e satisfatório.
Como a maioria dos documentos dos primeiros anos em Knock foram presumidos como perdidos, uma segunda Comissão de inquérito em 1936, foi forçada a confiar em entrevistas com a última das testemunhas sobreviventes (que confirmaram as evidências que deram à primeira Comissão ), seus filhos, reportagens da imprensa e trabalhos devocionais impressos na década de 1880, que retratavam as reportagens originais sob uma luz positiva. As testemunhas sobreviventes confirmaram as provas que deram à primeira Comissão.
O crescimento das ferrovias e o aparecimento de jornais locais e nacionais alimentaram o interesse na pequena vila de Mayo. Relatos de "estranhas ocorrências em uma pequena vila irlandesa" foram veiculados quase imediatamente na mídia internacional, notadamente no The Times (de Londres). Jornais de lugares distantes como Chicago enviaram repórteres para cobrir o fenômeno Knock. O cônego Ulick Bourke se juntou a Timothy Daniel Sullivan e Margaret Anna Cusack no desenvolvimento de Knock como um local nacional de peregrinação mariana. As peregrinações Knock combinavam práticas irlandesas tradicionais, como visitas à igreja e vigílias noturnas, com devoções como a Via Crúcis, bênção, procissões e a recitação de litanias. Os padres associados ao movimento feniano freqüentemente conduziam peregrinações a Knock.
John White vê o silêncio da aparição relacionado a uma mudança cultural ocorrida naquele momento. “Era necessário que Cavanagh pregasse em inglês e irlandês todos os domingos, enquanto as escolas cuidavam da substituição do irlandês pelo inglês como a língua dos jovens. Esta crise linguística pode estar ligada ao silêncio das visões Knock, já que a testemunha mais velha, Bridget Trench, não tinha inglês, enquanto o mais novo, John Curry, de seis anos, estava sendo educado sem irlandês." 